# Лен (Обергуриг)

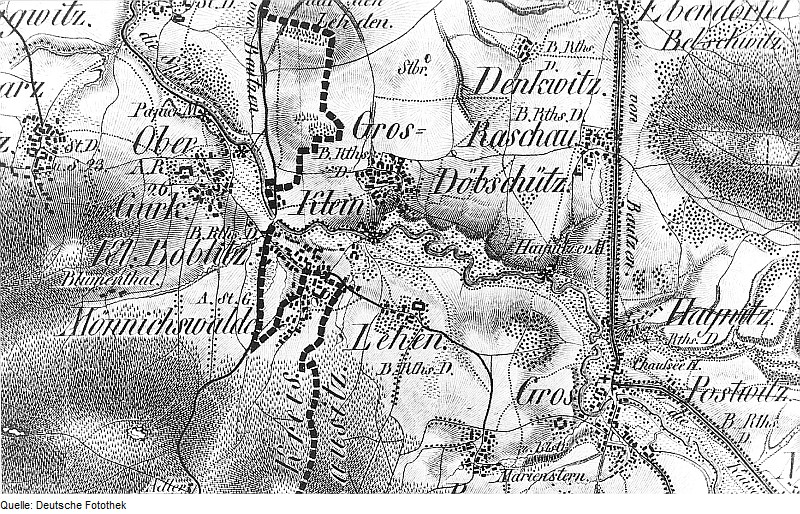
Карта 1821 года

Лен или Ле́йно (нем. Lehn; в.-луж. Lejno) — деревня в Верхней Лужице, Германия. Входит в состав коммуны Обергуриг района Баутцен в земле Саксония. Подчиняется административному округу Дрезден.

## География
Находится на юго-востоке от административного центра коммуны деревни Обергуриг. Через деревню проходит автомобильная дорога S114.
Соседние населённые пункты: на северо-востоке — деревня Дебсецы, на востоке — город Будестецы, на юго-востоке — деревня Загор (входит в городские границы Гроспоствица) и на западе — деревня Мнишонц.

## История
Впервые упоминается в 1396 году под наименованием Leen.
С 1950 года входит в современную коммуну Обергуриг.
В настоящее время деревня входит в состав культурно-территориальной автономии «Лужицкая поселенческая область», на территории которой действуют законодательные акты земель Саксонии и Бранденбурга, содействующие сохранению лужицких языков и культуры лужичан.
Исторические немецкие наименования
- Leen, 1396
- Leyn Bobelitz, 1419
- Lehen, villa, 1447
- Lehm, 1491
- Lehn, 1496
- Lehen, 1534
- Lehn, 1732

## Население
Официальным языком в населённом пункте, помимо немецкого, является также верхнелужицкий язык.
| 1834 | 1871 | 1890 |
| ---- | ---- | ---- |
| 57   | 82   | 206  |